# Náhodný pokus
Náhodný pokus je v teorii pravděpodobnosti a matematické statistice takový děj nebo procedura, který můžeme (alespoň idealizovaně) libovolněkrát opakovat a jehož výsledek není jednoznačně určen vstupními podmínkami, neboli není deterministický. Příklady náhodného pokusu jsou vrh kostkou, hod mincí, vytažení náhodné karty z balíčku, změření venkovní teploty v určitém místě v určitou denní dobu apod.
Teorie pravděpodobnosti a matematická statistika se ve skutečnosti nezabývají náhodnými pokusy, ale jejich výsledky, tak zvanými náhodnými jevy a zkoumají míru, jak často různé výsledky nastávají. Taková míra není jenom jedna, ale je možné jich definovat více. Matematika pak stanovuje podmínky, aby byly tyto definice smysluplné. Příkladem takové míry je pravděpodobnost a příkladem podmínky je požadavek, aby součet pravděpodobnosti libovolného jevu a pravděpodobnosti jeho doplňku byla jednička.
Náhodný jev je libovolné tvrzení o výsledku náhodného pokusu. V případě vrhu kostkou to mohou být nejen výroky „padla jednička, „padla dvojka“, …, „padla šestka“, ale i výroky „padlo sudé číslo“, „padla jednička nebo šestka“, v krajním případě i „padla sedmička“, „kostka se ztratila“ nebo „kostka spadla tak, že nebylo možné určit, jaké číslo padlo“, i když v praxi se obvykle snažíme zajistit takové podmínky, aby tyto možnosti nenastávaly, případně je z dalšího zpracování vylučujeme.
Náhodný pokus, který má právě dva vzájemně se vylučující výsledky, nazýváme Bernoulliho pokus.